# Гецентов, Григорий Иванович
Григо́рий Ива́нович Ге́центов (6 февраля 1917, д. Трегубово Палкинского района Псковской губернии — 2 ноября 1992, Псков) — организатор сельскохозяйственного производства, Герой Социалистического труда (1976).

## Биография
До Великой Отечественной войны являлся председателем колхоза «Советские орлы», председателем Воронинского и Палкинского сельских советов, заведующим Черским льнопунктом Палкинского района.
Участвовал в Советско-Финской (1939—1940) и Великой Отечественной (1941—1945) войнах.
После демобилизации занимал должности начальника снабжения и сбыта завода «Металлист» (г. Псков), директора базы материально-технического снабжения областной конторы «Заготзерно».
С 1953 года — председатель колхоза «Красный октябрь» Палкинского района Псковской области. Под руководством Г. И. Гецентова колхоз стал одним из передовых на Псковщине.
Затем Г. И. Гецентов был переведен в Псковский областной комитет КПСС в качестве инструктора сельскохозяйственного отдела, а в августе 1966 г. назначен директором совхоза «Победа» Псковского района Псковской области (центр. усадьба — д. Писковичи).
В течение 20 лет Г. И. Гецентов являлся бессменным руководителем «Победы». В этот период совхоз стал одним из лучших не только в Псковской области, но и в СССР в целом. Много внимания Г. И. Гецентов уделял обустройству центральной усадьбы и других населенных пунктов, находившихся на территории совхоза «Победа». Практически вся ныне действующая инфраструктура агрофирмы «Победа», жилой фонд д. Писковичи и других населенных пунктов, находившихся на территории совхоза, были созданы в период нахождения Г. И. Гецентова на посту директора совхоза.
Заслуги Г. И. Гецентова были высоко оценены Советским государством: в 1976 г. он был удостоен звания Героя Социалистического труда, а возглавляемое им хозяйство было награждено Орденом Трудового Красного Знамени.
После ухода на пенсию в середине 1980-х гг. Г. И. Гецентов работал специалистом агрокомбината «Псковский».
Умер Г. И. Гецентов 2 ноября 1992 года в г. Пскове. Похоронен на кладбище в д. Черская Палкинского района Псковской области.

## Память
На площади перед зданием администрации агрофирмы «Победа» в д. Писковичи Г. И. Гецентову установлен бюст в знак благодарности и признательности со стороны работников агрофирмы (ранее — совхоза) «Победа».